# Афонсу, Диогу
Диогу Афонсу (порт. Diogo Afonso) — португальский мореплаватель XV века. Состоял на службе у инфанта Энрике. Совершал разведывательные рейды вдоль западноафриканского побережья.
В уставе от 29 октября 1462 года значится как первооткрыватель пяти западных островов Кабо-Верде — Брава, Санту-Антан, Сан-Висенте, Сан-Николау, Санта-Лузия, а также двух малых островов Бранку и Разу.